# 洪儀駅
洪儀駅（ホンイえき、こうぎえき）は、朝鮮民主主義人民共和国羅先特別市先鋒区域に位置する朝鮮民主主義人民共和国鉄道省咸北線と洪儀線の駅である。

## 歴史
- 1929年11月16日：開業[1]。

## 隣の駅
朝鮮民主主義人民共和国鉄道省
咸北線
四会駅 - 洪儀駅 - 九龍坪駅
洪儀線
洪儀駅 - 赤池駅